# Volkspartei Kasachstans
Die Volkspartei Kasachstans (kasachisch Қазақстанның халықтық партиясы Qazaqstan Halyq partıasy, Abkürzung: QHP; russisch Народная партия Казахстана) ist eine politische Partei in Kasachstan.
2004 als Kommunistische Volkspartei Kasachstans (Қазақстан коммунистік халық партия (kasachisch), Abkürzung: QQHP; Коммунистическая народная партия Казахстана (russisch)) gegründet, nahm sie 2020 ihren heutigen Namen an.

## Geschichte
Die Partei entstand 2004 als Abspaltung von der Kommunistischen Partei Kasachstans, die 2015 verboten wurde. Nach einem parteiinternen Streit über die Besetzung des Postens des Parteivorsitzenden verließen rund 15.000 Mitglieder die Partei und gründeten die Kommunistische Volkspartei Kasachstans, die am 21. Juni 2004 offiziell registriert wurde.
Bei der Parlamentswahl 2004 stand sie in direkter Konkurrenz zur Kommunistischen Partei und konnte so nur etwa zwei Prozent der Stimmen gewinnen und verpasste den Einzug in die Mäschilis, das Unterhaus des kasachischen Parlaments, deutlich. Bei der Präsidentschaftswahl 2005 stellte die Partei mit Jerassyl Äbylqassymow einen eigenen Kandidaten auf, der aber nur 0,34 Prozent erreichte.
Im März 2007 gaben die Kommunistische Volkspartei und die Kommunistische Partei die Absicht bekannt, eine Wiedervereinigung anzustreben. Die Kommunistische Volkspartei gab dieses Vorhaben allerdings wieder auf, da es mittlerweile zu große politische Unterschiede zwischen beiden Parteien gegeben hätte. Wladislaw Kossarew, Vorsitzender der KVK behauptete zudem, dass die Kommunistische Partei ihre Autorität in den Augen der Öffentlichkeit verloren hätte. Zudem gab es Berichte, wonach die KVK mittlerweile ein besseres Verhältnis zur Kommunistische Partei der Russischen Föderation gehabt hätte als die Kommunistische Partei selbst.
Auch bei der Parlamentswahl 2007 konnte die Partei die Sieben-Prozent-Hürde nicht überwinden und erreichte lediglich ein Wahlergebnis von 1,29 Prozent.
Nachdem der Kommunistischen Partei die Teilnahme an der Parlamentswahl 2012 verboten wurde, konnte die Kommunistische Volkspartei erstmals Sitze in der Mäschilis erringen. Bei einem Ergebnis von 7,19 Prozent stellte die Partei sieben Abgeordnete in dieser Legislaturperiode. Bei der Wahl 2016 konnte sie mit 7,14 Prozent ein ähnliches Resultat erzielen.
Auf dem XV. Parteitag am 11. November 2020 strich die Partei das Attribut kommunistisch und nannte sich in Volkspartei Kasachstans um. Auf demselben Parteitag wurde Aiqyn Qongyrow zum Parteivorsitzenden gewählt.

## Wahlergebnisse

### Parlamentswahlen
| Parlamentswahlergebnisse | Parlamentswahlergebnisse | Parlamentswahlergebnisse | Parlamentswahlergebnisse | Parlamentswahlergebnisse |
| Wahl                     | Stimmenanzahl            | Stimmenanteil            | Sitze                    |                          |
| ------------------------ | ------------------------ | ------------------------ | ------------------------ | ------------------------ |
| 2004                     | 94.140                   | 1,98 %                   | 0/77                     |                          |
| 2007                     | 76.799                   | 1,29 %                   | 0/98                     |                          |
| 2012                     | 498.788                  | 7,19 %                   | 7/98                     |                          |
| 2016                     | 537.123                  | 7,14 %                   | 7/98                     |                          |
| 2021                     | 659.019                  | 9,10 %                   | 10/98                    |                          |
| 2023                     | 432.920                  | 6,8 %                    | 5/98                     |                          |

### Präsidentschaftswahlen
| Präsidentschaftswahlergebnisse | Präsidentschaftswahlergebnisse | Präsidentschaftswahlergebnisse | Präsidentschaftswahlergebnisse | Präsidentschaftswahlergebnisse |
| Wahl                           | Kandidat                       | Stimmenanzahl                  | Stimmenanteil                  | Ausgang                        |
| ------------------------------ | ------------------------------ | ------------------------------ | ------------------------------ | ------------------------------ |
| 2005                           | Jerassyl Äbylqassymow          | 23.252                         | 0,34 %                         | verloren                       |
| 2011                           | Schambyl Achmetbekow           | 111.924                        | 1,36 %                         | verloren                       |
| 2015                           | Turghyn Sysdyqow               | 145.756                        | 1,61 %                         | verloren                       |
| 2019                           | Schambyl Achmetbekow           | 167.649                        | 1,82 %                         | verloren                       |